# ハカワラタケ
ハカワラタケ（歯瓦茸、学名: Trichaptum biforme）は、タマチョレイタケ科シハイタケ属の小型から中型のキノコ（菌類）で、白色腐朽菌である。

## 生態
日本各地のほか、北半球に広く分布する。
白色腐朽菌。一年を通じて発生し、広葉樹林の枯れ木や朽木の上に重なり合って群生する。極めて普通に見られるキノコで、広葉樹の枯れ木の表面に多数の子実体が屋根瓦状に広がる。

## 形態
子実体は傘のみで柄がなく、扇形からへら形または半円形で、質は薄い。傘の幅は1 - 6センチメートル (cm) 、厚さは1 - 3ミリメートル (mm) 。傘表面は灰白色から淡い灰褐色、あるいは淡い材木色などで、ほぼ無毛か微毛を密生し、同心円状に環紋がある。傘の縁部は薄くて鋭く、乾くと下部へ強く曲がり、幅狭く紫色に色づく。傘裏は帯紫色から薄紅色、はじめは浅い管孔状で、のちに孔壁が深く裂けて薄い歯牙状になる。若いときの管孔の長さは0.5 - 1.5 mmほど。成長するに従って、管孔面は色褪せて淡褐色から灰褐色になり、傘裏の歯が目立つことが多い。肉は白色で、強靱な革質。
胞子は大きさ5 - 7 × 2 - 2.5マイクロメートル (μm) の少し曲がった長楕円形で、無色で平滑。子実層には少数のシスチジアがあり、シスチジアは幅4 - 5 μmの紡錘形で先端に結晶を付けることがある。

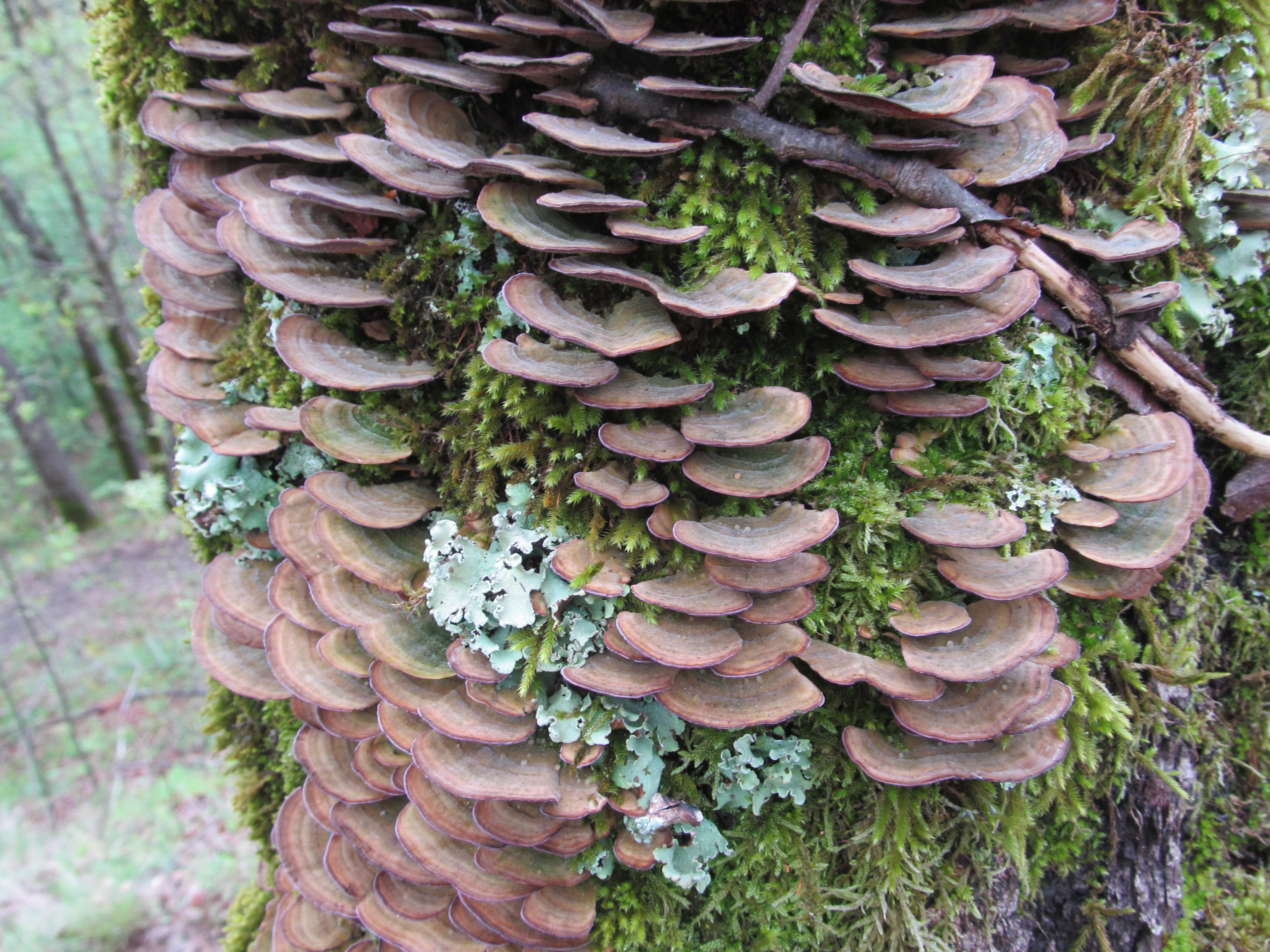
広葉樹の枯木や朽木に重生する
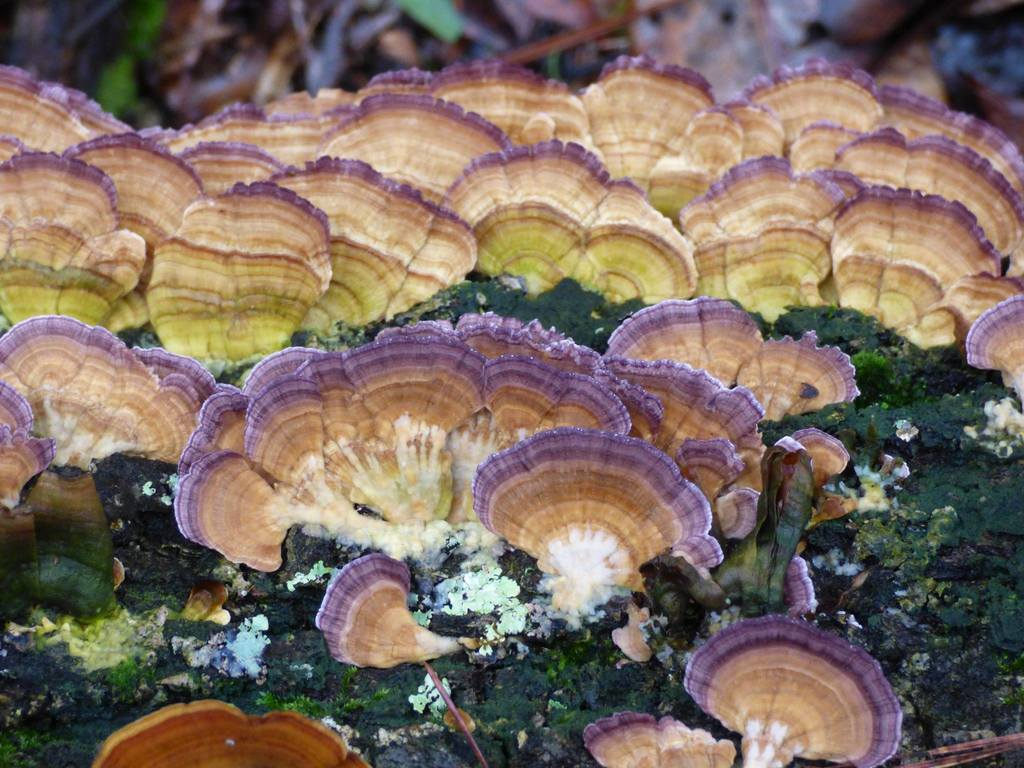
傘表面、この個体は縁の紫色が目を引く
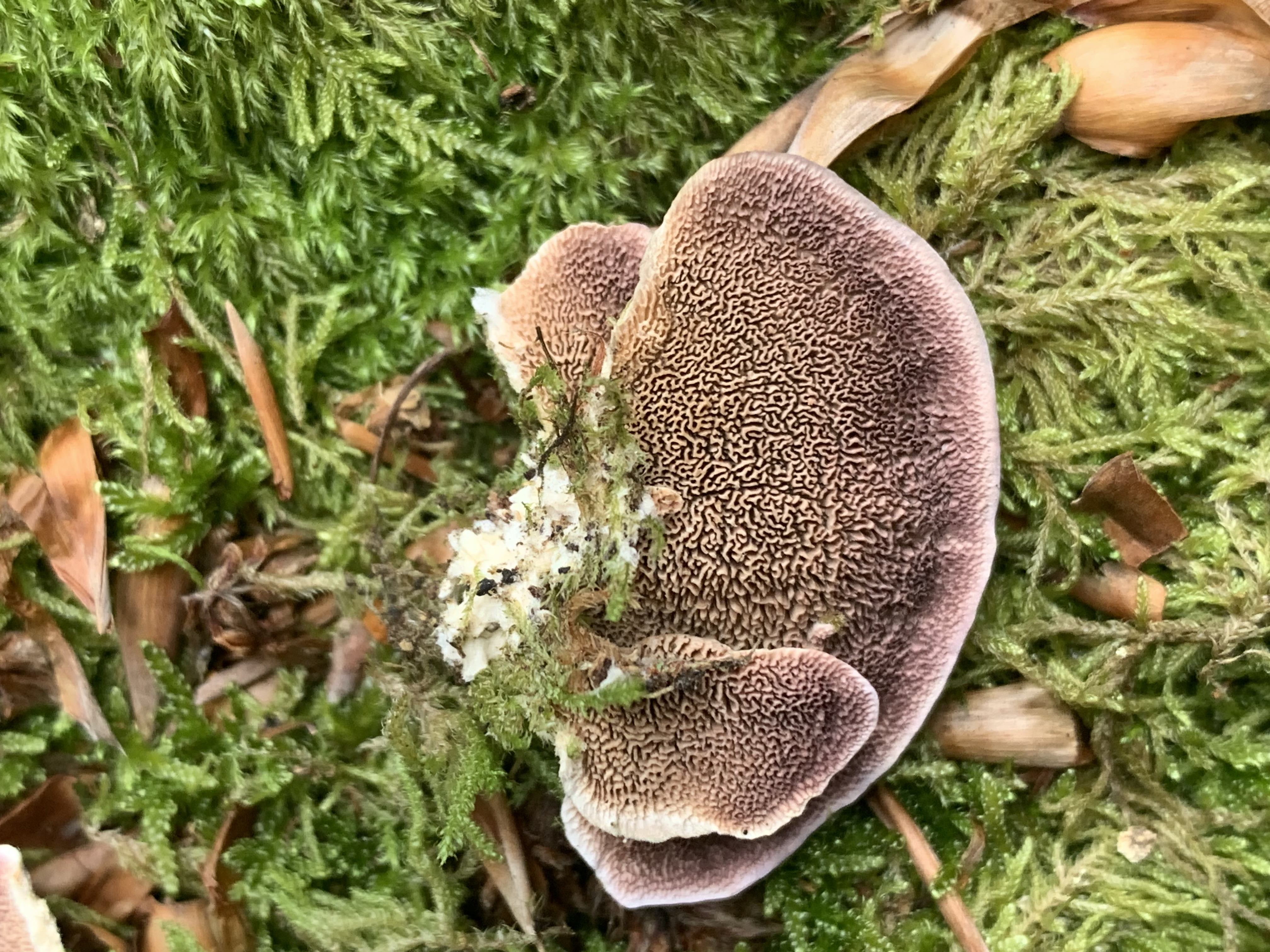
傘裏の管孔面
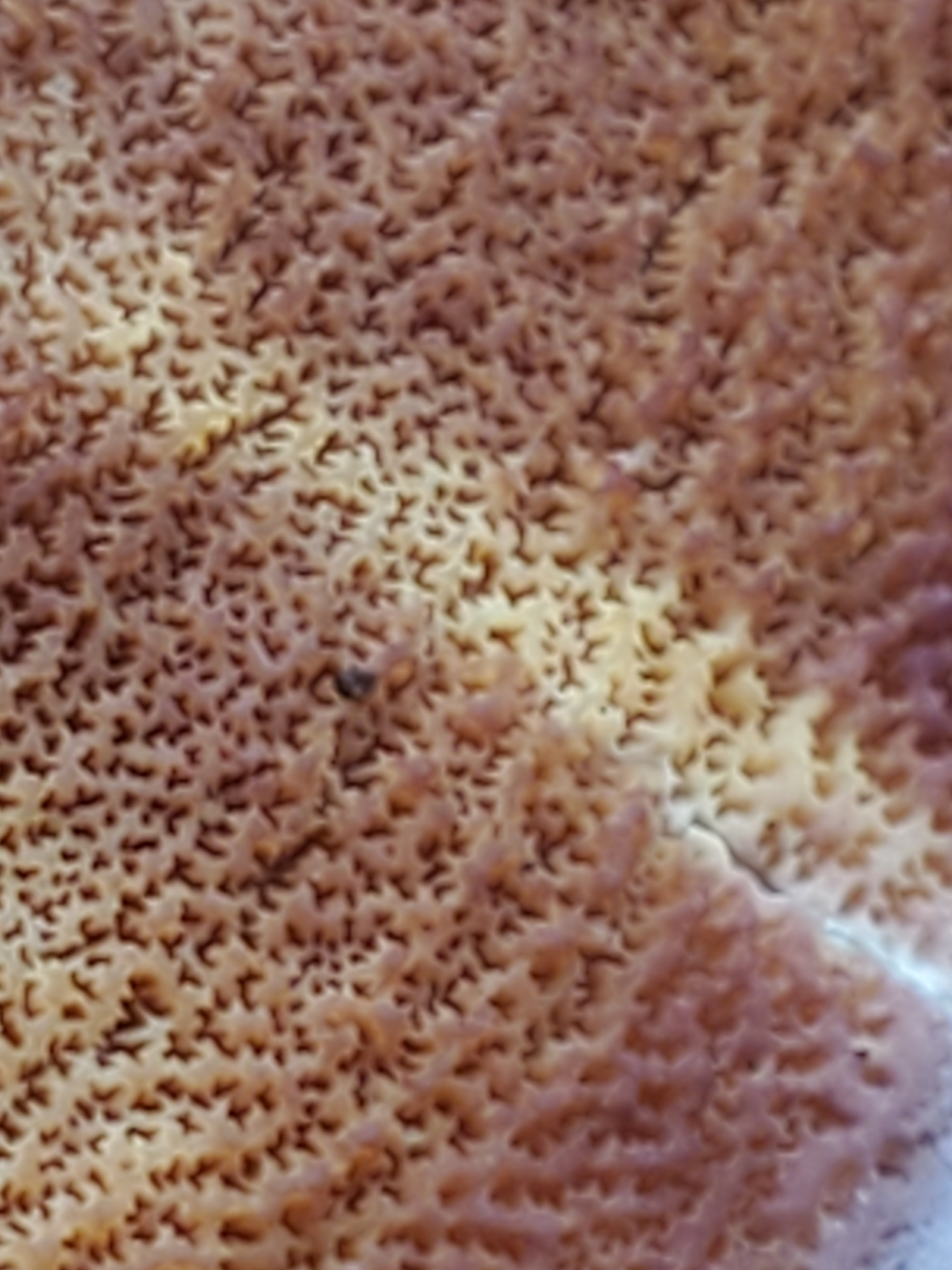
管孔面は薄い歯牙状になる

## 近似するキノコ

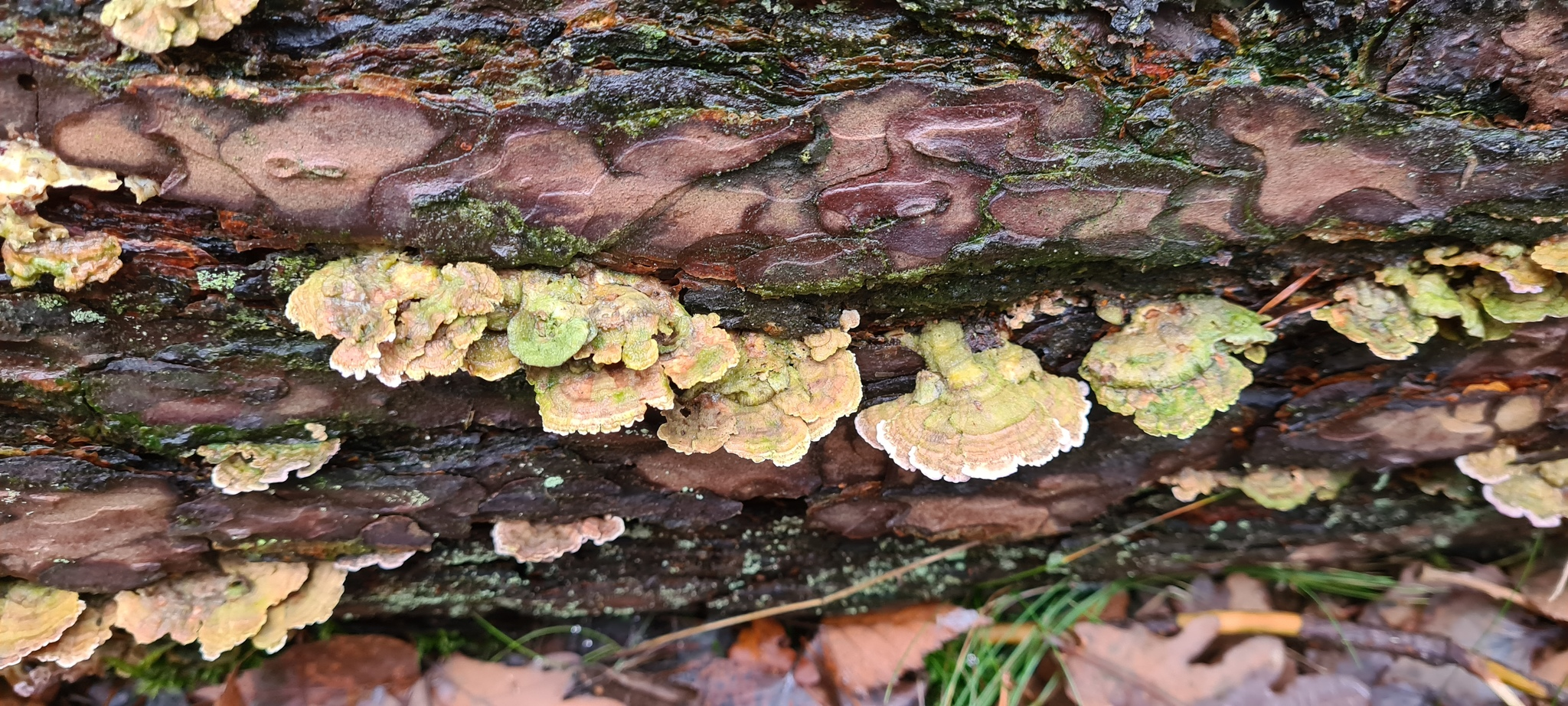
マツ材に発生したシハイタケ（Trichaptum abietinum）

変異が大きく、近縁種との識別が難しいといわれている。形がよく似て区別が難しい種として、同属のシハイタケ（Trichaptum abietinum）やウスバシハイタケ（Trichaptum hollii）が挙げられ、これらはアカマツやモミ、トドマツなどの針葉樹に生じる。シハイタケはマツ・トウヒ類に発生し、表面は灰白色、管孔面ははじめすみれ色で、のちに色褪せる。ウスバシハイタケはシハイタケに酷似するが、モミ属の木に発生し、傘はやや大形になり、膠質を帯びる。
傘裏が紫色にならず、白くなるシロハカワラタケ（Trichaptum elongatum）も普通に見られる。シロハカワラタケはしばしば別種として扱われてきたが、ハカワラタケとは連続的であり、ときに区別が困難である。管孔部の色以外にも胞子の大きさなどにも変異があり、今後の分類学的検討が必要といわれている。